# MSZ–400
Az MSZ–400 (cirill betűkkel: МС-400) ukrán gyártmányú kis méretű, kétáramú gázturbinás sugárhajtómű, amelyet a zaporizzsjai Prohresz tervezőiroda fejlesztett ki és a Motor Szics vállalat gyárt. A hajtómű hangsebesség alatti robotrepülőgépeken és pilóta nélküli repülőgépeken történő alkalmazásra szolgál.

## Története
A zaporizzsjai Motor Szocs gépgyár 1982-ben kezdte el a robotrepülőgépek számára a Szaljut tervezőirodában kifejlesztett  kis méretű R95–300 gázturbinás sugárhajtóművek sorozatgyártását a H–55 és H–101 robotrepülőgépek számára. Ezt alapul véve, az R95–300 továbbfejlesztésével hozták létre a 2000-es évek elején a zaporizzsjai Prohresz tervezőirodában az MSZ–400 gázturbinás sugárhajtóművet.
Az MS–400 gáztrubinás sugárhajtóművet az R–360 Neptun robotrepülőgép menethajtóműveként alkalmazzák. 2020 körül felmerült annak a lehetősége, hogy az MSZ–400-as hajtóművet választják a Vietnámban fejlesztés alatt álló VCM–01 robotrepülőgéphez, de ez elhalt, helyette egy dél-koreai sugárhajtómű alkalmazása került előtérbe.
2020-ban kezdődött el az MSZ–400-as nagyobb tolóerejű változatának, a 4,3 kN tolóerejű MSZ–430-nak a fejlesztése. Emellett egy kisebb tömegű változat, az MSZ–450 is fejlesztés alatt áll.

## Jellemzői
Egytengelyes kialakítású, axiális átömlésű kétáramú gázturbinás sugárhajtómű. A kompresszor egy kisnyomású turbóventilátorból és egy kétfokozatú nagynyomású részből áll. Égéstere gyűrűs kialakítású, a turbina kétfokozatú A hajtómű piropatronnal indítható. Elektronikus  vezérléssel rendelkezik. A hajtóművel generátorral is ellátták. Szükség esetén a hajtóműből sűrített levegőt lehet elvezetni a repülőgép számára.

## Műszaki adatai[2]
- Száraz tömeg: 85 kg
- Átmérő: 315 mm
- Hossz: 846 mm
- Maximális tolóerő: 3,92 kN
- Fajlagos üzemanyagfogyasztás: 22 g/(kN⋅s)

## Lásd még
Hasonló hajtóművek:
- R95–300
- AI–35
- AI-PSB–350